# Senso
Senso a fost un post de televiziune din România lansat la sfârșitul lunii aprilie 2005, sub sloganul SENSO este și lumea ta.